# Japan Open de 2015
O Japan Open de 2015 foi a décima quarta edição do Japan Open, um evento anual de patinação artística no gelo organizado pela Federação Japonesa de Patinação. A competição foi disputada no dia 3 de outubro, na cidade de Saitama, Japão.

## Eventos
- Equipes (Individual masculino + Individual feminino)

## Medalhistas
| Evento           | Ouro                                                              | Prata                                                                        | Bronze                                                                                |
| Equipes detalhes | Shoma Uno Daisuke Murakami Mao Asada Satoko Miyahara Equipe Japão | Patrick Chan Jeremy Abbott Ashley Wagner Gracie Gold Equipe América do Norte | Javier Fernández Brian Joubert Elizaveta Tuktamysheva Adelina Sotnikova Equipe Europa |

## Resultados

### Individual masculino
| Pos. | Nome             | Nacionalidade  | Pontos |
| ---- | ---------------- | -------------- | ------ |
| 1    | Shoma Uno        | Japão          | 185.48 |
| 2    | Javier Fernández | Espanha        | 176.24 |
| 3    | Patrick Chan     | Canadá         | 159.14 |
| 4    | Jeremy Abbott    | Estados Unidos | 153.72 |
| 5    | Daisuke Murakami | Japão          | 145.77 |
| 6    | Brian Joubert    | França         | 105.51 |

### Individual feminino
| Pos. | Nome                   | Nacionalidade  | Pontos |
| ---- | ---------------------- | -------------- | ------ |
| 1    | Mao Asada              | Japão          | 141.70 |
| 2    | Satoko Miyahara        | Japão          | 134.67 |
| 3    | Elizaveta Tuktamysheva | Rússia         | 128.34 |
| 4    | Adelina Sotnikova      | Rússia         | 118.81 |
| 5    | Ashley Wagner          | Estados Unidos | 117.84 |
| 6    | Gracie Gold            | Estados Unidos | 114.53 |

### Final
| Pos.              | Nome                    | Pontos |
| ----------------- | ----------------------- | ------ |
| Medalha de ouro   | Equipe Japão            | 607.62 |
| Medalha de prata  | Equipe América do Norte | 545.23 |
| Medalha de bronze | Equipe Europa           | 528.90 |